# Wysoczka (powiat poznański)
Wysoczka (niem. Grundlos, daw. również Wysocka lub Wysocko) – wieś w Polsce położona w województwie wielkopolskim, w powiecie poznańskim, w gminie Buk, 3 km na wschód od Buku. Na zachód od wsi przebiega kulminacja Ozu Bukowsko-Mosińskiego. W latach 1975–1998 miejscowość należała administracyjnie do województwa poznańskiego.

## Historia
Pierwsza wzmianka o wsi pochodzi z roku 1387 (Petrus kmetho de Wyszoczicza – Piotr kmieć z Wysoczki). W 1580 była własnością Niegolewskich, a pod koniec XIX wieku – Kowalskich. Tutaj urodził się w 1694 bł. Rafał Chyliński, franciszkanin, opiekun ubogich i cierpiących, o czym przypomina kamień z tablicą pamiątkową przy wjeździe do wsi.
W okresie Wielkiego Księstwa Poznańskiego (1815-1848) Wysoczka należała do wsi większych w ówczesnym powiecie bukowskim, który dzielił się na cztery okręgi (bukowski, grodziski, lutomyski oraz lwówecki). Wysoczka należała do okręgu bukowskiego i stanowiła osobną majętność, której właścicielem był Kowalski. Według spisu urzędowego z 1837 roku wieś liczyła 138 mieszkańców i 15 dymów (domostw). W okresie międzywojnia, aż do końca II wojny światowej, ostatnim właścicielem ziemskim wsi był Konrad Schindowski.

## Zabytki
Do rejestru zabytków Narodowego Instytutu Dziedzictwa jest wpisany park krajobrazowy z końca XIX wieku o powierzchni 2,46 ha, w którym znajduje się staw i przebudowywany dwór (bez wartości zabytkowej). W miejscowości znajdują się też dwa domy z 1869 roku (pod nr 11 i 13).